# همه‌پرسی قانون اساسی جمهوری اسلامی ایران (۱۳۵۸)

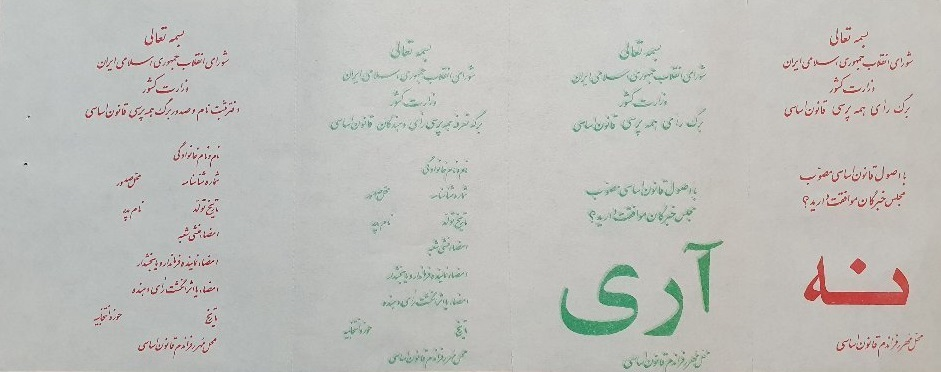
همه پرسی

همه‌پرسی قانون اساسی جمهوری اسلامی ایران در ۱۱ و ۱۲ آذرماه ۱۳۵۸ برگزار شد و با حدود ۹۹/۵ درصد آرا تصویب شد.

## پیشینه
پس از پیروزی انقلاب اسلامی ایران در ۲۲ بهمن ۱۳۵۷ و همه‌پرسی نظام جمهوری اسلامی در ۱۲ فروردین ۱۳۵۸، انتخابات خبرگان قانون اساسی (متفاوت با خبرگان رهبری) در تابستان ۱۳۵۸برگزار شد.
خبرگان پس از چند ماه بحث و نظر و رای‌گیری داخلی، پیش‌نویس قانون اساسی را آماده کردند. هر اصل باید دست‌کم رای دوسوم خبرگان را می‌آورد. پس از بحث و تصویب تک تک اصل‌ها و جمع‌بندی آن‌ها، نسخهٔ پایانی قانون اساسی در جلسهٔ علنی ۲۴ آبان به رأی گذاشته شد و به تصویب خبرگان قانون اساسی رسید.
در ایران برخی نمی‌خواستند انتخابات همه‌پرسی شود، ولی با تأکید سید روح‌الله خمینی بر این که باید مردم رأی دهند، همه‌پرسی در همان سال برگزار شد.

## برگزاری
همه‌پرسی در ۱۱ و ۱۲ آذر ۱۳۵۸ برگزار شد.
۷۵/۵۶٪ مردم شرکت کردند که با رای حدود ۹۹/۵ درصد همه‌پرسی تصویب شد.
| گزینه               | رای        | ٪     |
| ------------------- | ---------- | ----- |
| موافق               | ۱۵٬۶۸۰٬۲۱۸ | ۹۹٫۵  |
| مخالف               | ۷۸٬۵۱۶     | ۰٫۴۹۹ |
| رای‌های سپید و باطله | ۱۱۱        | ۰٫۰۰۱ |
| مجموع               | ۱۵۷۵۸۸۴۵   | ۱۰۰   |

## تحریم کنندگان
این انتخابات توسط گروه های مختلفی از اپوزیسیون تحریم شد:
- سازمان مجاهدین خلق
- حزب جمهوری خلق مسلمان
- جبهه ملی ایران [۵]
- حزب ایران

## پی‌نوشت و منبع
1. ↑  صورت مشروح مذاکرات مجلس بررسی نهایی قانون اساسی جمهوری اسلامی ایران. ج. راهنمای استفاده از/همراه با معرفی مجلس و اعضای خبرگان. ص. ۳۰۷.
2. ↑  «قانون اساسی جمهوری اسلامی ایران». افکار نو. ص. ۳۰۷. بایگانی‌شده از اصلی در ۱۳ ژوئیه ۲۰۱۲. دریافت‌شده در ۶ سپتامبر ۲۰۱۲.
3. ↑  «تاریخچه حقوق اساسی جمهوری اسلامی ایران». بایگانی‌شده از اصلی در ۵ ژوئیه ۲۰۱۲. دریافت‌شده در ۲۰ ژوئیه ۲۰۱۲.
4. ↑  همه‌پرسی قانون‌اساسی در سال ۵۸ دنیای اقتصاد
5. ↑  روزنامه اطلاعات ۳/۷/۱۳۵۸